# Hadley, New York
Hadley är en ort i Saratoga County i delstaten New York, USA.